# Ekstraliga słowacka w unihokeju mężczyzn 2016/2017
Ekstraliga słowacka w unihokeju mężczyzn 2016/2017 – 16. edycja najwyższych w hierarchii rozgrywek ligowych słowacki klubowego unihokeja. W sezonie zasadniczym rozegrano 22 kolejek spotkań, po których przeprowadzona została faza Play-off. Mistrzostwo zdobył klub Tsunami Záhorská Bystrica.
.

## Sezon zasadniczy
| Poz. | Drużyna                          | M  | Z  | RZ | RP | P  |         | Pkt |
| ---- | -------------------------------- | -- | -- | -- | -- | -- | ------- | --- |
| 1.   | Tsunami Záhorská Bystrica        | 22 | 17 | 1  | 1  | 3  | 160:118 | 54  |
| 2.   | ATU Košice                       | 22 | 14 | 2  | 3  | 3  | 169:118 | 49  |
| 3.   | TJ A-FbO Nižná                   | 22 | 12 | 2  | 3  | 3  | 174:151 | 42  |
| 4.   | Florbalový klub AS Trenčín       | 22 | 11 | 4  | 0  | 7  | 134:93  | 41  |
| 5.   | FbO Florko Košice                | 22 | 12 | 2  | 0  | 8  | 153:131 | 40  |
| 6.   | ŠK 1. FBC Trenčín                | 22 | 9  | 0  | 5  | 8  | 137:119 | 32  |
| 7.   | FbC Mikuláš Prešov               | 22 | 9  | 2  | 0  | 11 | 140:150 | 31  |
| 8.   | FBC Skalica                      | 22 | 8  | 2  | 0  | 12 | 121:142 | 28  |
| 9.   | VŠK FTVŠ Hurikán Bratislava      | 22 | 6  | 2  | 1  | 13 | 126:162 | 23  |
| 10.  | Lido Bratislava                  | 22 | 7  | 0  | 1  | 14 | 102:135 | 22  |
| 11.  | FBC Grasshoppers AC UNIZA Žilina | 22 | 5  | 0  | 3  | 14 | 103:135 | 18  |
| 12.  | Žltý Sneh Košice                 | 22 | 5  | 0  | 1  | 16 | 97:162  | 16  |

## Faza play off

### Ćwierćfinał
- Tsunami Záhorská Bystrica 3-0 FBC Skalica (8:3, 6:4, 10:5)
- ATU Košice 3-2 FbC Mikuláš Prešov (11:6, 5:6, 4:5, 14:3, 14:10)
- TJ A-FbO Nižná 3-1 ŠK 1. FBC Trenčín (9:3, 8:7, 3:4, 5:4)
- Florbalový klub AS Trenčín 3-2 FbO Florko Košice (6:5, 1:2, 3:5, 5:7, 7:4)

### Półfinały
- Tsunami Záhorská Bystrica 3-2 TJ A-FbO Nižná (7:8, 6:8, 8:7, 9:7, 9:7)
- Florbalový klub AS Trenčín 3-1 ATU Košice (4:5, 6:5, 6:5, 6:5)

### Finał
|  | Tsunami Záhorská Bystrica | 6 - 3 | Florbalový klub AS Trenčín |  |

|  |  |  |  |  |

|  | Tsunami Záhorská Bystrica | 8 - 4 | Florbalový klub AS Trenčín |  |

|  |  |  |  |  |

|  | Florbalový klub AS Trenčín | 3 - 6 | Tsunami Záhorská Bystrica |  |

|  |  |  |  |  |